# Arne Ranslet

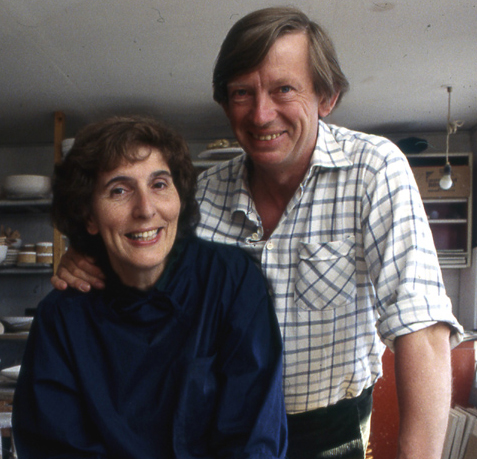
Arne Ranslet mit seiner Frau Tulla Blomberg Ranslet

Arne Mathias Ranslet (geb. Pedersen; * 15. August 1931 in Løgstør, Dänemark; † 24. April 2018) war ein dänischer Bildhauer und Keramikkünstler.
Seine Werke wurden von europäischen Museen und Gemeinden erworben und erlangten durch internationale Ausstellungen weltweite Anerkennung. Er wird als einer der bekanntesten Keramikkünstler Bornholms bezeichnet.

## Leben
Arne Ranslet wurde als Kind von Christian Marius Pedersen (* 2. Dezember 1874 in Assenbøelle, Vissenbjerg, Dänemark; † 18. Mai 1951 in Løgstør, Dänemark) und Ellen Elisabeth Thomsen (* 1895 in Randers, Dänemark) in zweiter Ehe seines Vaters in Løgstør geboren. Aus derselben Beziehung stammt eine 1926 geborene Schwester. Sein Vater war Fotograf.
Im letzten Jahr am Gymnasium in Birkerød begann Ranslet mit Keramik zu arbeiten. Von 1951 bis 1954 studierte er an der Königlich Dänischen Kunstakademie in Kopenhagen, wo er seine spätere Frau, die norwegische Künstlerin Tulla Blomberg, kennenlernte. 1953 oder 1955 änderte er seinen Namen von Pedersen in Ranslet. Die beiden heirateten 1955 und zogen nach Bornholm, wo Ranslet sein eigenes Atelier eröffnete. Das Paar bekam drei Kinder, die Malerin und Bildhauerin Pia Ranslet, den Bildhauer Paul Ranslet und die Pilotin Charlotte Pedersen.
In den ersten Jahren auf Bornholm arbeitete Ranslet hauptsächlich mit Keramik. In seinen Werken verband er traditionelle mit modernen Elementen. In den 1970er Jahren ging er nach und nach von der Töpferei zur Bildhauerei über und schuf humoristische, manchmal groteske, Tierskulpturen. In den 1980ern verlagerte er seinen Schwerpunkt auf monumentalere Bronzearbeiten.
1988 zogen Ranslet und seine Frau nach Spanien, wo sie ein Haus mit Atelier bauten. Im April 2018 starb Arne Ranslet.
Die meisten Ausstellungen von Ranslet fanden in Dänemark, Schweden, Norwegen und Deutschland statt, aber seine Kunst wurde auch in Spanien, Italien, der Schweiz, Frankreich und den USA gezeigt. Seit Ranslet auf Bornholm lebte, wurden seine Werke mehrfach auf der Insel ausgestellt.

## Wichtige Arbeiten
Ranslets Keramik- und Bronzearbeiten wurden von verschiedenen europäischen Museen, Einrichtungen und Sammlern erworben, darunter das Schwedische Nationalmuseum, das Kunstmuseum Malmö, das Designmuseum Danmark, das Röhsska Museum, das Bornholms Museum, der Rat von Stockholms län, das Jönköpings läns museum, das Kunstmuseum Norrköping, das Östergötlands museum, das Regionalmuseum Kristianstad, das Museum für Kunst und Gewerbe Hamburg, die Kunstsammlung Gustav VI. Adolfs, der dänische Statens Kunstfond, das Trapholt-Museum, das Museo Casa Orduña in Guadalest und das Örebro läns museum.

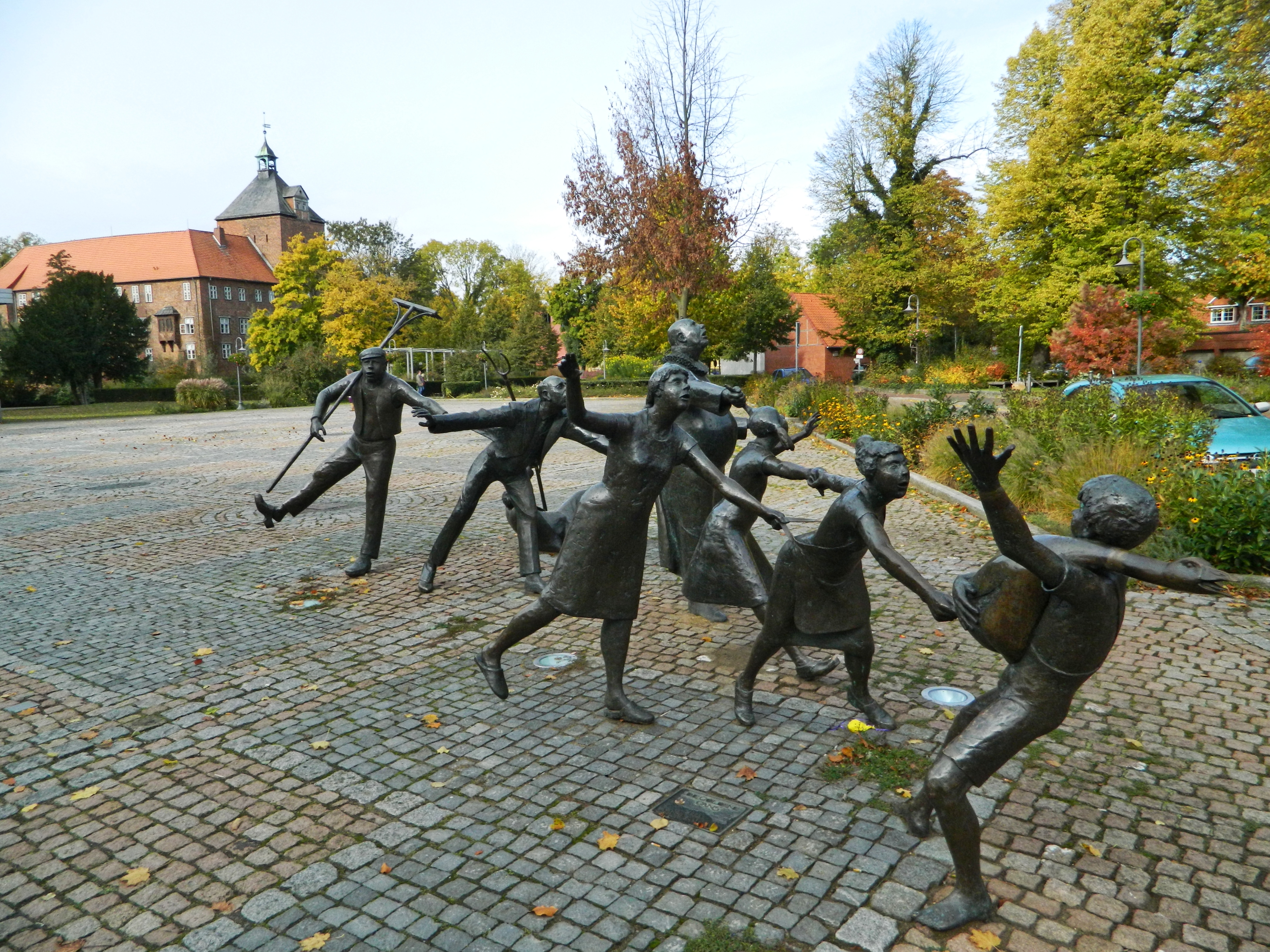
Guldgåsen in Winsen (Luhe)

### Guldgåsen
Guldgåsen ist eine Bronzeskulptur von 1992. Sie adaptiert das Märchen Die goldene Gans der Brüder Grimm. Es wurde auf dem Schloßplatz des Winsener Schlosses aufgestellt.

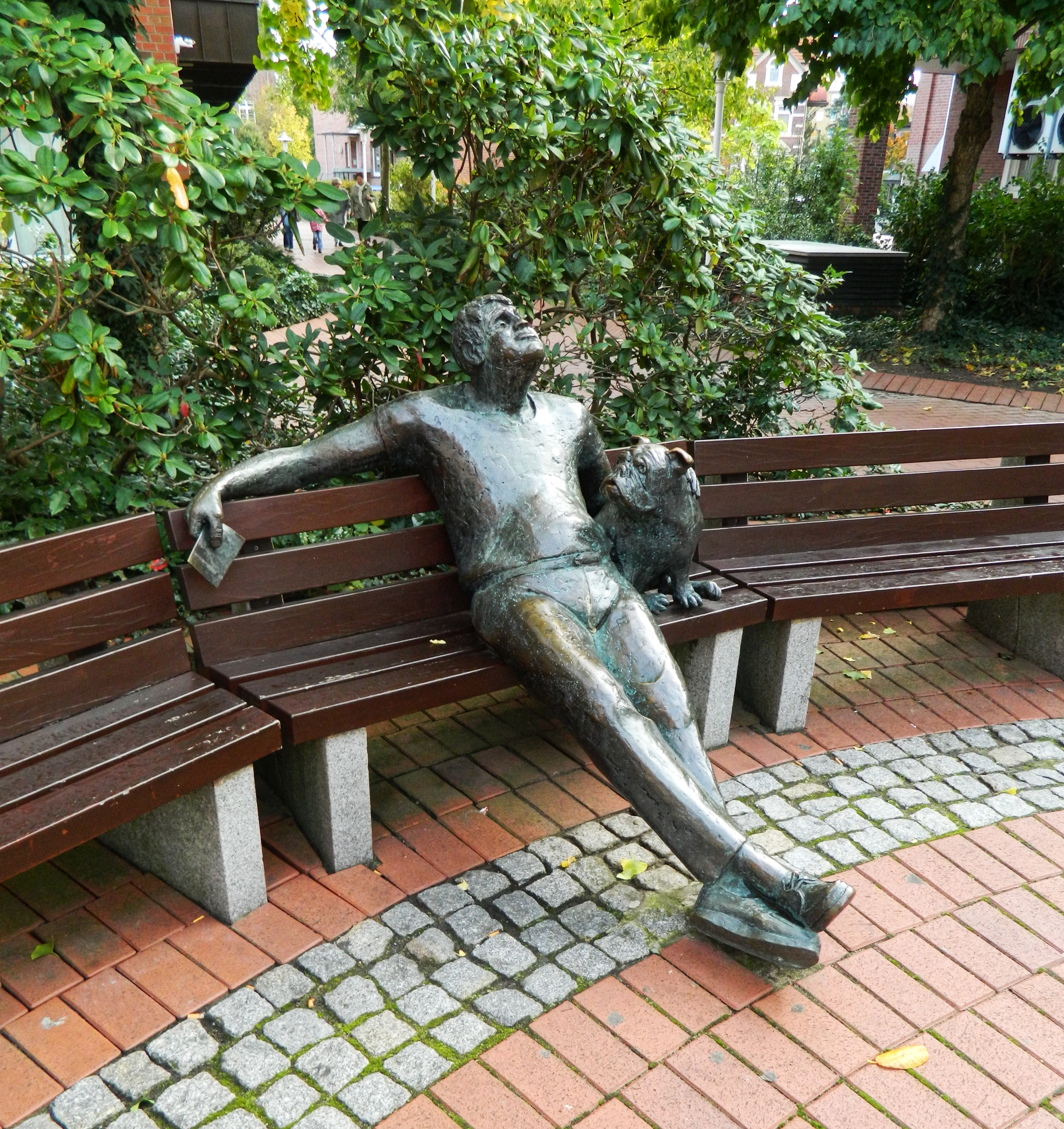
Mand Med Bulldog Og Kat in Winsen (Luhe)

### Mand Med Bulldog Og Kat
Mand Med Bulldog Og Kat (deutsch Mann mit Bulldogge und Katze) ist eine Bronzeskulptur von 1989. Die Skulptur gewann 1988 den ersten Platz bei einem Kunstwettbewerb in Winsen (Luhe) und wurde vor der dortigen Sparkasse in der Rathausstraße aufgestellt, die die Veranstaltung gesponsert hatte. Vor ihrer Präsentation in der Öffentlichkeit wurde die Skulptur bei der Polizei fälschlicherweise als eingewickelter Toter gemeldet, worüber die lokale Presse berichtete.

### Metamorphose
Die Bronzeskulptur Metamorphose von 1983 symbolisiert die Verwandlung eines Menschen zum Engel. Sie wurde vom Sparekassen Bornholms Fond erworben und vor der Kirche in Allinge auf Bornholm aufgestellt.

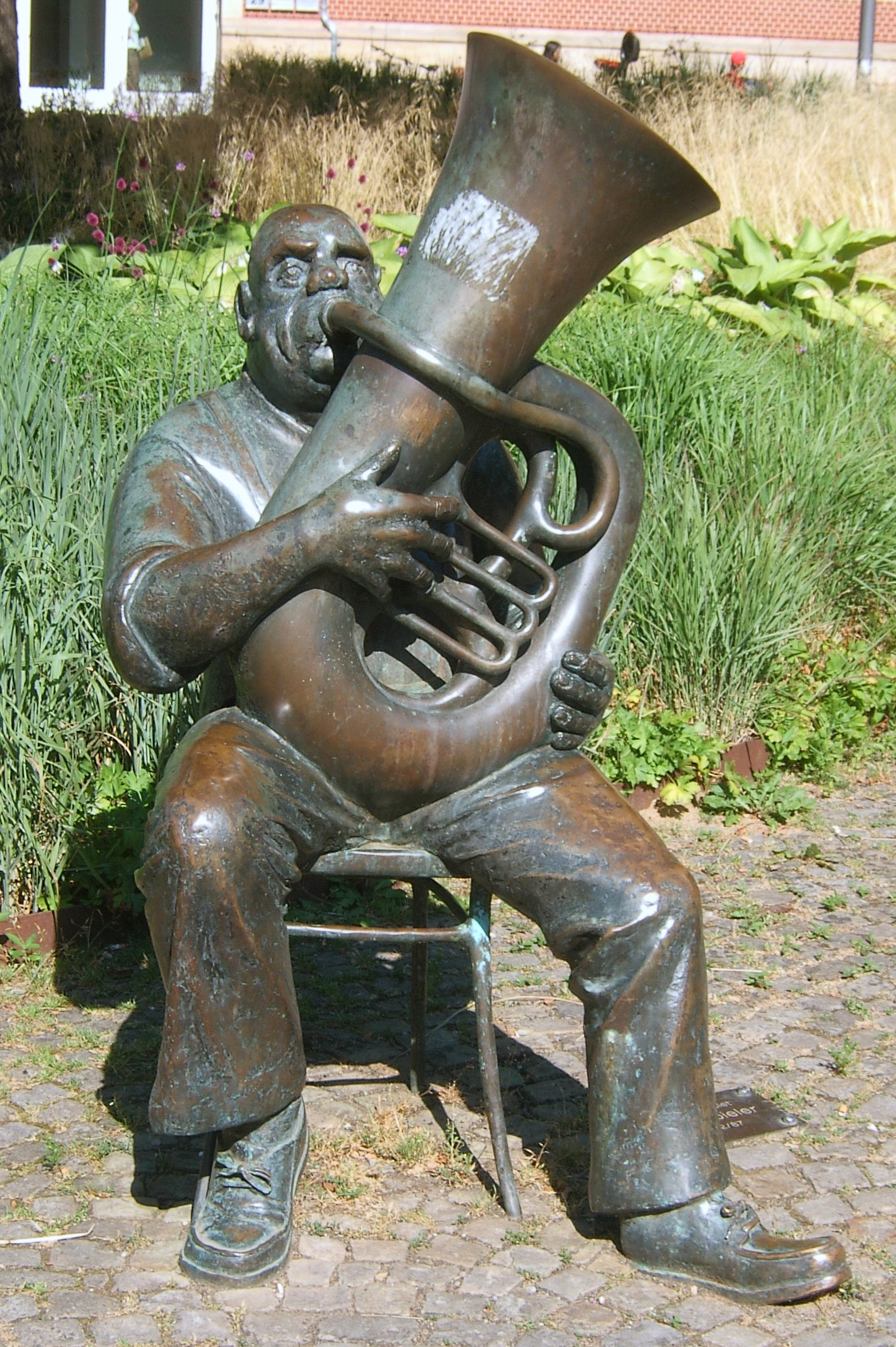
Tubaspilleren in Hamburg-Harburg

### Tubablæseren/Tubaspilleren
Die Bronzeskulptur von 1982 steht vor dem Rathaus in Frederikshavn. 1985 wurde sie für eine Ausstellung in Hamburg ausgeliehen. Eine ähnliche Figur wurde später vor dem Rathaus Harburg aufgestellt.

### Andere ausgewählte Arbeiten
- Hængebugsvin, Steinzeug, 1984, Kannikegaarden, Aakirkeby, Dänemark
- Den Løpende Bulldog, Bronze, 1985, Hasle, Dänemark
- Gammel Kvinde, Bronze, 1985, Karolinska-Institut, Schweden; Oldenburg, Deutschland; 1988, Tårnby Kommune, Dänemark
- Livets Tråd, Bronze, 2003, Svanekegaarden, Bornholm, Dänemark
- Kat, Bronze, 1985, Stavanger, Norwegen
- Bevæbnet, Bronze, 1966
- Hotdog, Bronze, 1985
- Middagslur, Bronze, 1987, Buchholz in der Nordheide, Deutschland
- Grisegruppe, Steinzeug, 1987, Hanstedt, Deutschland
- Liggende Hankat, Bronze, 1981, Hvidovre Kommune, Dänemark; Stavanger, Norwegen; Bad Kreuznach, Deutschland
- Millionbyen, Keramik, 1963, Stockholm, Schweden